# Lipödem

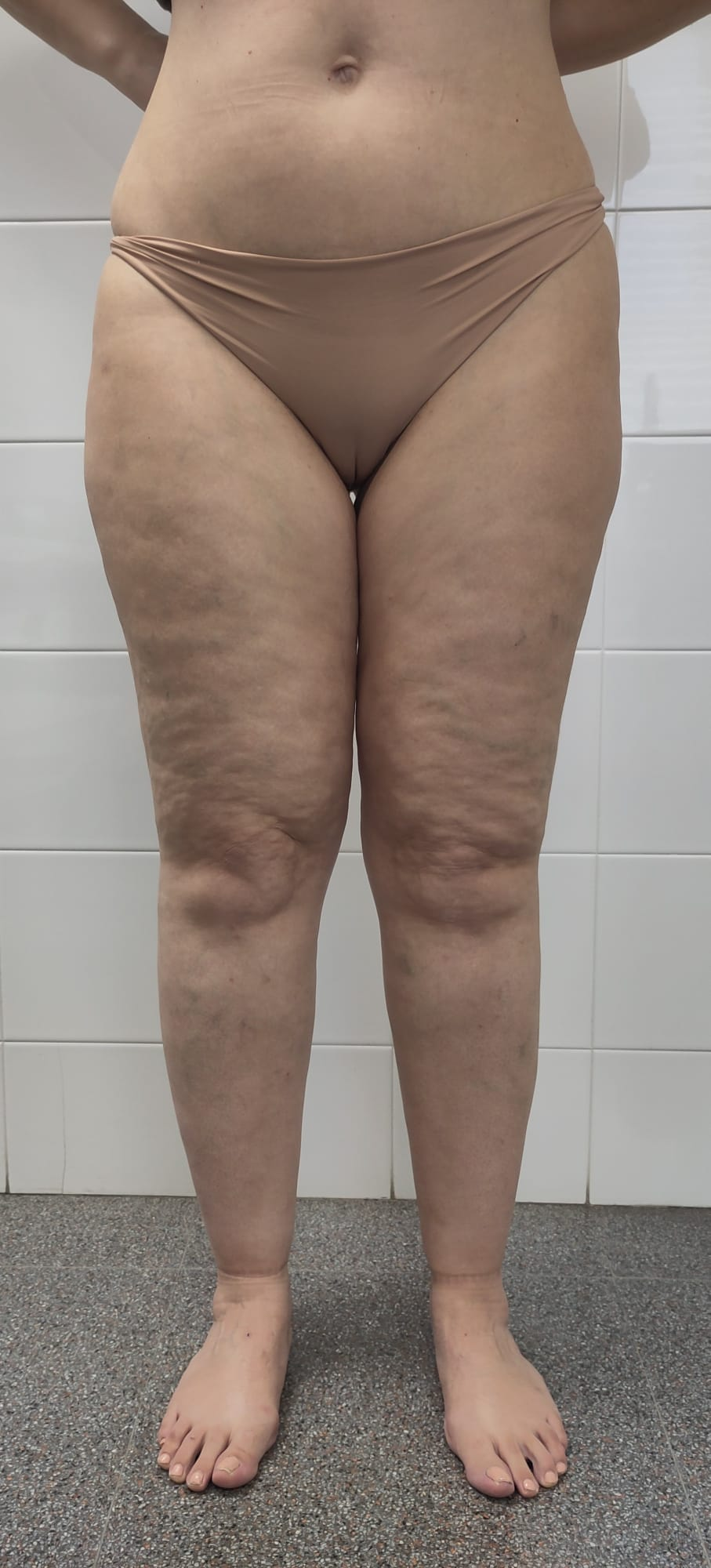

Lipödem är en störning av fettdepositionen som kan drabba kvinnor, och som yttrar sig i en knölig och ömmande fettansamling från stjärten nedåt till vristerna. Även mage och armar kan drabbas.

## Definition
I den svenska ICD-10 finns "Lipödem" som en nationell beteckning under ödem (R60.0B). Under en tid var diagnoskoden felaktig i Sverige och R60.0B stod för Lipödem (underben). Sedan 1 januari 2017 har Socialstyrelsen korrigerat felet och tagit bort parentesen "underben". Det är viktigt att diagnoskoden börjar användas så att man i Sverige statistiskt ska kunna räkna ut hur många som har sjukdomen. I Tyskland finns en studie som påvisat att 11 procent av alla kvinnor har sjukdomen. Sjukdomen misstänks vara genetisk. Forskning behövs för att hitta genen eller generna till sjukdomen. 
Världshälsoorganisationen (WHO) har inkluderat lipödem i ICD-11 under ”certain non-inflammatory disorders of the subcutaneous fat” (ICD-10-SE-EF02.2).

## Sjukdomskarakteristik
Debuten av sjukdomen kommer ofta i samband med en hormonförändring hos kvinnan, som till exempel pubertet, graviditet eller menopaus. Den är bilateralt symmetrisk (drabbar båda sidor lika mycket). Ödemet kan även vara pittingartat (det vill säga det blir en grop av fingertryck) när det är ett lip- och lymfödem, fettvävnaden smärtar vid tryck, så kallad allodyni, huden bildar lätt blåmärken och ofta förekommer teleangiektasier på benen. Personer med lipödem har en påtalaglig tyngdkänsla i sina ben och vid komplikation med lymfödem och venös insufficiens kan smärtan och svullnaden öka tex vid varmt väder och pulshöjande träning.
Lipödem är en kronisk, troligen ärftlig, smärtande störning i fettväven.
Lipödem kan beskrivas med fem olika typer och tre-fyra stadier. Stadier beskriver hur långt gånget lipödemet är och typen beskriver var någonstans på kroppen det sitter. Exempelvis kan man ha lipödem på endast underben och överarmar. Smärtpåverkan är inte alltid relaterbar till vilket stadium patienten är i utan kan vara större vid stadium 1 än vid stadium 3. Den drabbade kan känna som små kulor under huden – så kallade lipomer. En del har många små och en del har färre men större, allt från små riskorn upp till frysta ärtor i storlek, och många upplever smärta när man trycker mot de små kulorna. Utifrån ser huden gropig ut och påminner mycket om celluliter.
För många har sjukdomen följt med sedan puberteten och har i sin tur skapat många andra följdsjukdomar. Eftersom patienten inte kan banta bort fettet skapar det ofta flera olika bantningsförsök utan resultat, detta leder i många fall till ätstörningar av olika slag. Det och skammen som patienter ofta känner över sina kroppar och i vissa fall de glåpord de får ta emot skapar en stor psykisk ohälsa. I många fall leder stigmatiseringen kring fetma till isolering för de kvinnor som lider av lipödem.

## Historik
Allen och Hines myntade termen lipödem 1940 för att beskriva patienter för vilka de noterade en bilateral fettansamling på stuss, höfter och ben som inte involverade fötterna. Tillsammans med Wold publicerade de en artikel 1949 där de karakteriserade lipödem och beskrev 119 patienter som de mött i sin kliniska verksamhet. De beskriver bland annat att lipödem, trots att det har vissa likheter med lipodystrofi, obesitas, lymfödem och venös insufficiens, skiljer sig markant från dessa diagnoser. Fettvävnaden på de påverkade områdena beskrivs som annorlunda än annan fettvävnad. De beskriver även att svullnaden i benen ökade om dessa personer stod länge eller om det var varmt, men att det inte hade något typiskt pittingödem (kvarstående grop efter att man tryckt på huden), vilket är ett kliniskt tecken på vätskeansamling. Vid klinisk undersökning kändes huden mjuk, men personerna upplevde att de var känsliga eller mycket känsliga för tryck på de påverkade områdena. För de personer som var överviktiga noterades att lipödemet inte påverkades i samma utsträckning som övrig fettvävnad vid en viktnedgång. Förutom de fysiska besvären beskrivs även att personernas psykosociala situation påverkas av lipödem. De beskriver att de undviker sociala situationer och att de skäms över sina kroppar. De beskriver även att de upplever en ångest och frustration, att de känner sig melankoliska, nervösa och utmattade samt att de har sömnproblem.
Innan Allen och Hines hade smärtsamma fettansamlingar tillsammans med en del andra symtom varit kända som Dercums sjukdom eller "adipositas dolorosa". Benämningen "adipositas dolorosa" har senare felaktigt använts som synonymt med lipödem, varför den benämningen inte bör användas.
Numera vet man att lipödem förekommer på fler ställen än stuss och lår. Från vristen och upp, även mage och överarmar kan drabbas. Men händer och fötter är utan svullnad.

## Vård
Det saknas forskningsstudier av metoder för att ställa diagnosen lipödem och särskilja sjukdomstillståndet från andra diagnoser som det kan förväxlas med till exempel lymfödem, Dercums sjukdom och fetma (BMI >30).
Diagnosen ställs genom anamnes och fysisk undersökning av huden och sjukdomens utbredning.
Det finns ingen bevisat botande behandling för lipödem, utan behandlingen går främst ut på att försöka lindra symtom och minska de begränsningar i funktion som sjukdomen ger. En utvärdering och systematisk översikt av forskningen på området, som har gjorts av statliga SBU, visar att det saknas forskningsstudier som på ett tillförlitligt sätt visar effekterna av olika metoder.

Bland olika strategier som ibland har prövats mot symptomen finns massagetekniker som skall hjälpa kroppen att dränera lymfvätska, kompressionsplagg/bandagering och lätt träning; manuell lymfdränagemassage och kompression genom kompressionskläder; lågintensiv träning i varmvattenbassäng; fettsugning som även bidrar till mindre höft- och knäbesvär ökar den behandlingsformen patientens möjlighet att hålla sig fysiskt aktiv och på det sättet förebygga fler följdsjukdomar.

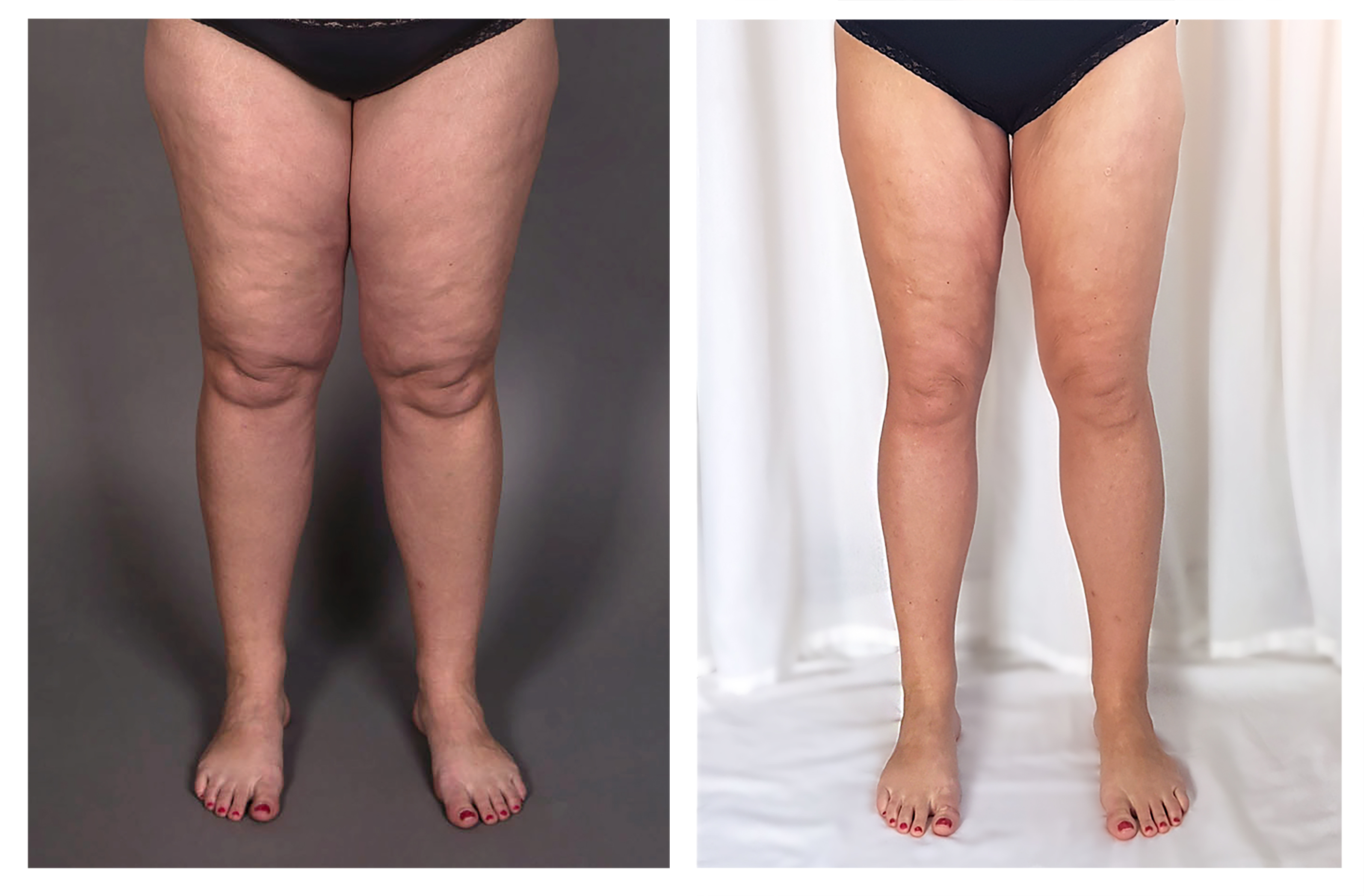
Resultat efter två genomförda fettsugningar för att lindra lipödemsmärta. Kirurgen har avlägsnat cirka 6 liter fett runtom hela benen från höft till vrist.

### Övriga källor
- LN Lymfterpi Norrort. http://lymfterapi.com/om-sjukdomar/lipodem/

- Team Dercum

- Karen Herbst
- Lipödemföreningen  Nationell Patientförening för Lipödem   https://www.xn--lipdemfreningen-btbe.se/

- Langendoen, S. I., et al. "Lipoedema: from clinical presentation to therapy. A review of the literature." British Journal of Dermatology 161.5 (2009): 980-986.

- Lymf Sverige http://www.lymfsverige.se/odem.html

- Lymf Kalmar län https://lymfkalmarlan.se/%C3%B6dem/lip%C3%B6dem/lipodem2019/index.html

- Svenska ödem förbundet, https://web.archive.org/web/20131110023625/http://www.svenskaodemforbundet.se/wp-content/uploads/2012/12/Lip%C3%B6dem-till-Praktisk-medicin.pdf

- SE-ICD-10, Kodtextändring 1 januari 2017

- , ICD10SE-kodtextandr2017.pdf
- Inte mitt fel -  http://intemittfel.se